# Michael Lampton

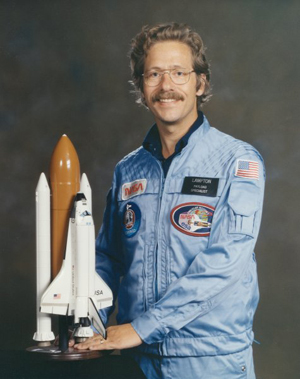
Michael Lampton

Michael Logan Lampton (* 1. März 1941 in Williamsport (Pennsylvania); † 9. Juni 2023 in Oakland, Kalifornien, USA) war ein US-amerikanischer Wissenschaftler, der als Besatzungsmitglied für mehrere Space-Shuttle-Missionen vorgesehen war, letztendlich aber zu keinem Raumflug kam. Er ist Gründer der Optical-Raytracing-Company Stellar Software. Bekannt wurde er auch durch seine mit Susan M. Lea verfassten Schrift über Elektroakustik mit dem Titel The theory of maximally flat loudspeaker systems.

## Ausbildung
- 1962: Bachelor of Science (B.Sc.) mit Abschluss in Physik am Caltech
- 1967: Doctor of Philosophy (Ph.D.) in Physik an der University of California, Berkeley

## Projekt SNAP
Lampton beschäftigte sich intensiv mit dem als SNAP (Supernova/Acceleration Probe) bezeichneten Satellitenprojekt, das als ein Teil der Joint Dark Energy Mission (JDEM), einer Zusammenarbeit der NASA und des US-Energieministeriums, geplant war. Die SNAP-Mitarbeiter John Mather und George Smoot wurden 2006 mit dem Nobelpreis für Physik ausgezeichnet.

## Karriere bei der NASA
Lampton war von 1978 bis 1992 Nutzlastspezialist der NASA.
Liste der Einsätze, an denen Lampton beteiligt war:
| Jahr | Mission                             | Position |
| ---- | ----------------------------------- | --- |
| 1983 | STS-9 (Columbia)                    | Ersatz-Nutzlastspezialist für Byron Lichtenberg. |
| 1985 | STS-51-H (Spacelab EOM-1-Mission)   | Als Nutzlastspezialist ausgewählt (Mission nach technischen Problemen abgesagt).                                                                                     |
| 1986 | STS-61-K (Spacelab EOM 1–2 Mission) | Als Nutzlastspezialist ausgewählt (Mission nach dem Challenger-Unglück abgesagt).                                                                                    |
| 1989 | STS-45 (ATLAS-1)                    | Als Nutzlastspezialist ausgewählt (dieselbe Mission wie STS-61-K, aber umbenannt), wegen medizinischer Probleme durch Ersatznutzlastspezialist Dirk Frimout ersetzt. |

## Familie
Michael Lampton war mit der Physikerin Susan M. Lea, Professorin für Physik und Astronomie an der San Francisco State University (SFSU), verheiratet, mit der er eine Tochter, Jennifer Lea Lampton, hat.

## Publikationen
- Observations of energetic auroral zone electrons, Hochschulschrift: Ph. D. in Physics, University of California, Berkeley, 1967. OCLC 21098564
- Science from the Space Shuttle, mit der Astronomical Society of the Pacific, San Francisco, 1984. OCLC 14873551
- SNAP telescope, eScholarship, University of California, 29. Juli 2002. OCLC 1078331985
- Daytime observations of energetic auroral zone electrons,
- A High-accuracy, Small Field of View Star Guider with Application to SNAP, mit Aurélia Secroun und Michael Levi, 15. Februar 2014[12]